# Chilasa laglaizei
Chilasa laglaizei is een vlinder uit de familie van de pages (Papilionidae). De wetenschappelijke naam van de soort is voor het eerst geldig gepubliceerd in 1877 door Dépuiset.

## Verspreiding en leefgebied
Deze soort komt voor in Nieuw-Guinea en enkele omliggende eilanden.

## Waardplanten
De waardplanten van de feloranje en zwartgekleurde rupsen zijn Lisea irianensis en soorten van het geslacht Cinnamonum uit de laurierfamilie (Lauraceae).